# Lettera aperta a un giornale della sera
Pour plus de détails, voir Fiche technique et Distribution.
Lettera aperta a un giornale della sera (titre à l'international : Open Letter to an Evening Daily)  est un film dramatique italien écrit et réalisé par Francesco Maselli et sorti en 1970.  
Le film, en partie autobiographique, est centré sur la crise des intellectuels communistes après les manifestations de 1968.   

## Synopsis
Des intellectuels de gauche (un architecte, un directeur de rédaction, un écrivain, un scénariste, un sculpteur, un directeur et un professeur d'université), s'ennuyant dans leur routine quotidienne, décident, pour se distraire, de fonder une brigade internationale de combattants pour le Viêt Nam et annoncent leur dessein dans une lettre ouverte qui est malencontreusement publiée par un journal. Ils se voient donc contraints de partir au Viêt Nam.

## Fiche technique
- Titre original : Lettera aperta a un giornale della sera
- Réalisation : Francesco Maselli
- Scénario : Francesco Maselli
- Photographie : Gerardo Patrizi
- Montage : Carla Simoncelli
- Musique : Giovanna Marini
- Costumes : Lina Nerli Taviani
- Pays d'origine : Italie
- Langue originale : italien
- Format : couleur
- Genre : dramatique
- Durée : 116 minutes
- Dates de sortie :
  - Italie : 13 mars 1970

## Distribution
- Daniele Costantini : étudiant
- Nino Dal Fabbro : prof. Nino Dal Fabbro
- Laura De Marchi : épouse de Dublino
- Daniele Dublino : Dublino
- Fabienne Fabre : étudiant
- Piero Faggioni : Faggioni
- Graziella Galvani : Graziella
- Lorenza Guerrieri : Lorenza
- Nicole Karen :
- Tanya Lopert :
- Titina Maselli : Titina
- Monica Strebel : Monica
- Daniela Surina : comtesse Surina
- Nicole Tessier :
- Nanni Loy : Dosi
- Vittorio Duse : Butler
- Deanna Milvia Frosini :
- Randi Lind : Randy
- Anna Orso :
- Mariella Palmich : équipier de Dosi
- Claudia Rittore :
- Renato Romano : Romano
- Goliarda Sapienza : Goliarda
- Luciano Telli : Telli
- Francesco Maselli : homme de Beograd (non crédité)